# Прапор Гаївки
Пра́пор Гаї́вки — геральдичний символ населених пунктів Гаївської сільської ради Роздільнянського району Одеської області (Україна): Гаївка, Бугая, Лучинського, Нового, Плавневого та Труд-Гребеника. Прапор затверджений рішенням Гаївської сільської ради.

## Опис
Прапор являє собою прямокутне полотнище з вертикальним кріпленням.
Зелений — це колір чистого поля, це надія, радість, воля.
Сосна — символізує насадження на території сільської ради соснового лісу площею понад 120 га.
Колосся — на території сільради в основному займаються вирощуванням колосових зернових. (ячмінь, жито, пшениця)
Цегла — 1911 року на території с. Лучинське було збудовано цегельний завод братами Фішерами (переселенцями із Німеччини), на якому виготовляли черепицю та цеглу, це найнеобхідніший будівельний та покрівельний матеріал.
У геральдиці використовуються лише два метали — золото та срібло. Колосся — золотом, а зовнішня частина сріблом.